# Bese (keresztnév)
A Bese török → magyar eredetű férfinév, jelentése: karvaly, kánya.

## Képzett nevek
- Becse:[1] török eredetű magyar név, valószínűleg egy besenyő népnévvel függ össze, de a Bese névváltozatának is tartják. Kézai Simon krónikájában említi a nevet a Becse-Gregor nemzetség kapcsán: "Becse és Gregor hosszasabban tartózkodott III. Bélával Görögországban.[3]

## Gyakorisága
Az 1990-es években szórványosan fordult elő, a 2000-es években nem szerepel a 100 leggyakoribb férfinév között.

## Névnapok
- Bese: június 30.,[2] október 27.[2]
- Becse: április 24.,[4] szeptember 30.[4]

## Híres Besék, Becsék
- Szentmihályi Szabó Péter Avarok gyűrűje című regényének alakja